# Jaskinia powyżej Łabajowej
Jaskinia powyżej Łabajowej, Schronisko powyżej Jaskini Łabajowej– jaskinia na północno-wschodnim krańcu Góry Łabajowej. Administracyjnie znajduje się w obrębie wsi Bębło, w gminie Wielka Wieś w powiecie krakowskim, w województwie małopolskim. Pod względem geograficznym jest to obszar Wyżyny Olkuskiej wchodzący w skład Wyżyny Krakowsko-Częstochowskiej.

## Opis obiektu
Nazwa jaskini pochodzi od tego, że znajduje się na Łabajowej Górze powyżej popularnej wśród wspinaczy skały Łabajowej w Dolinie Będkowskiej. Od szczytu Góry Łabajowej w kierunku Tomaszówek Dolnych opada skalista grzęda. Po jej południowo-wschodniej stronie, w lesie zaraz nad polami uprawnymi, jest w ziemi zarastające leszczyną zagłębienie o kilkumetrowej średnicy. Jego stromo opadające dno prowadzi do dużej sali o długości 6 m, wysokości 3 m i tej samej szerokości. Na przeciwległym końcu sali za 3-metrowej wysokości progiem jest w jej stropie komin z dużym kotłem wirowym. Na dnie sali są duże głazy i skalny rumosz.
Jest to jaskinia krasowa powstała strefie wadycznej w wapieniach górnej jury. O jej pochodzeniu świadczą kotły wirowe i drobne, koliste kanały. Na ścianach występuje mleko wapienne, a na wysokości 1 m ponad ziemią są ilasto-piaszczyste osady z kwarcowym żwirem. Strop jaskini przebijają korzenie drzew. Jaskinia jest wilgotna i widna. Ciemno jest tylko w jej kominie. Na ścianach rozwijają się glony. Ze zwierząt obserwowano pajęczaki i motyle szczerbówka ksieni.

## Historia poznania
Jaskinia znana była od dawna. Jako pierwszy opisał ją Kazimierz Kowalski w 1951 roku. On też opracował jej plan. Nadał jej nazwę Schronisko powyżej Jaskini Łabajowej. W 1981 r. E. Sanocka-Wołoszynowa badała faunę pajęczaków w jaskini. Znalazła dwa ich gatunki

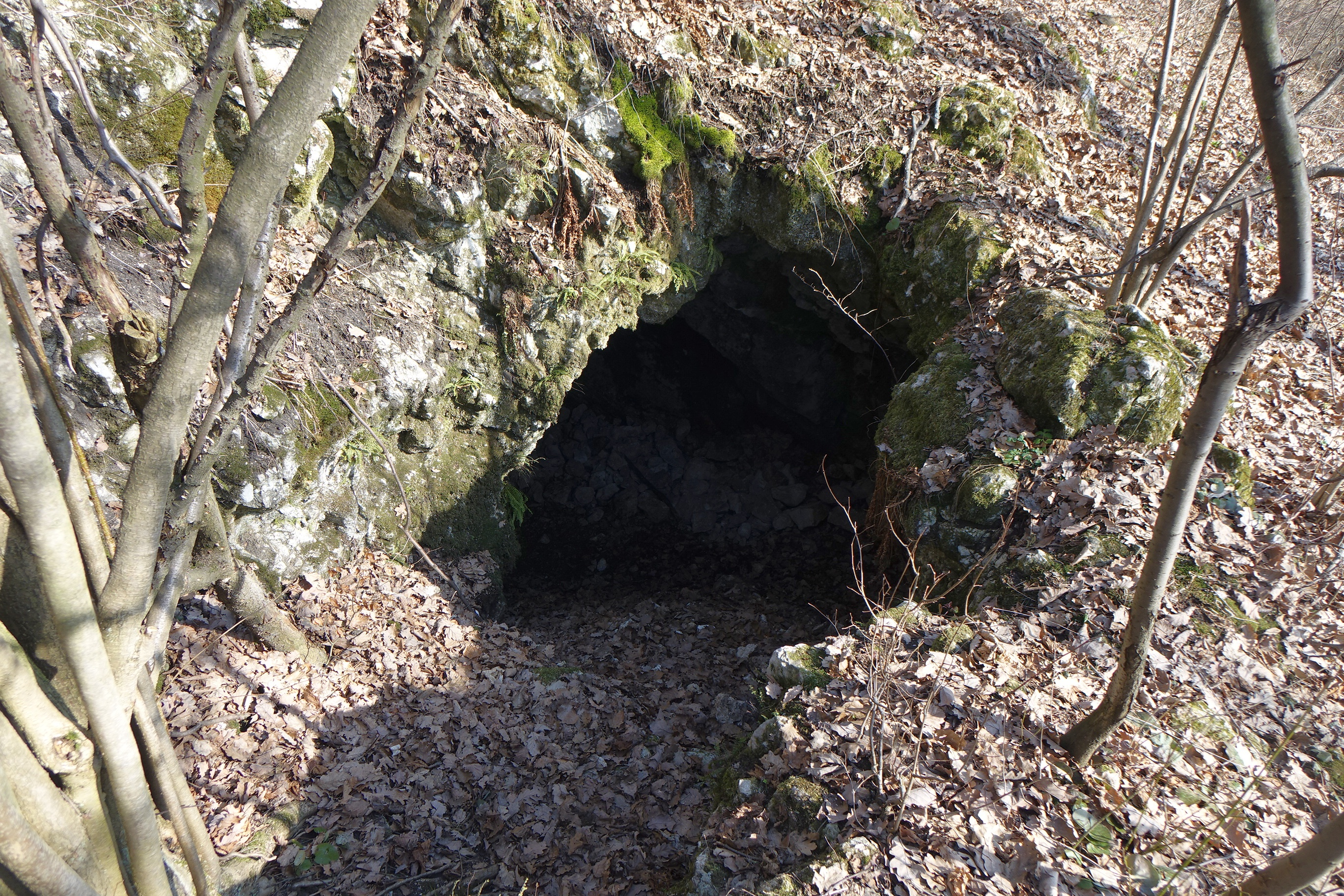
Otwór
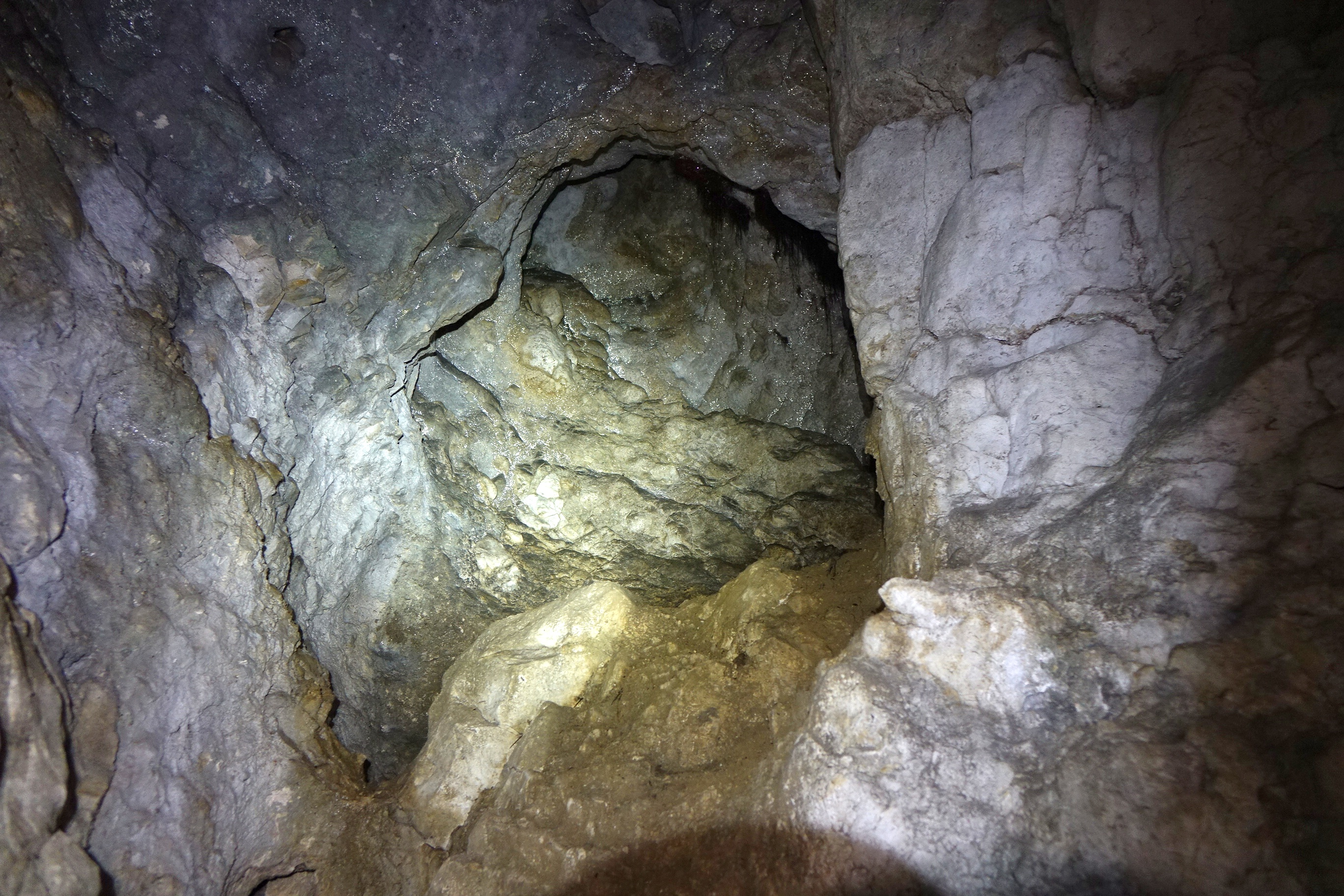
Komin z kotłem w stropie
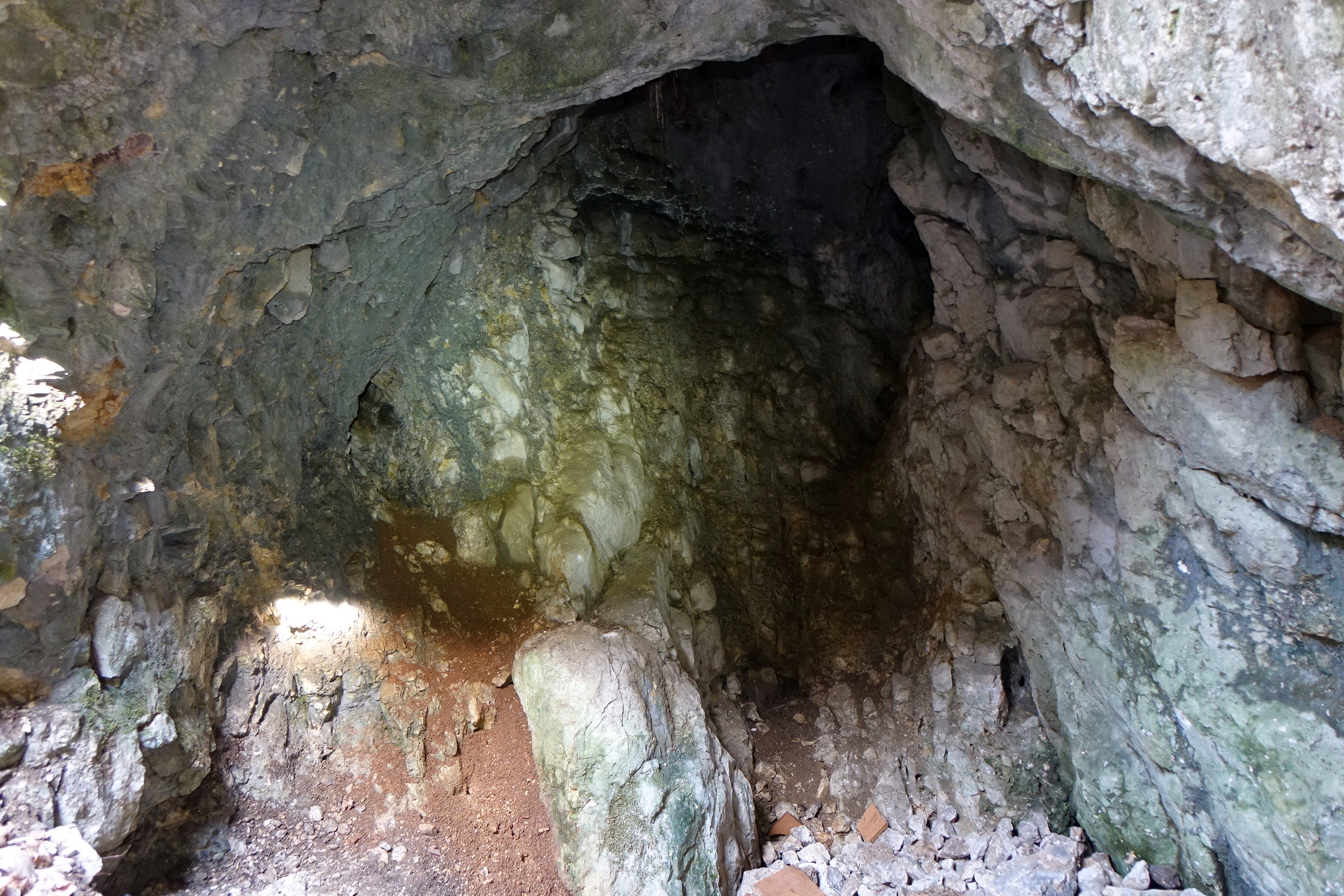
Sala
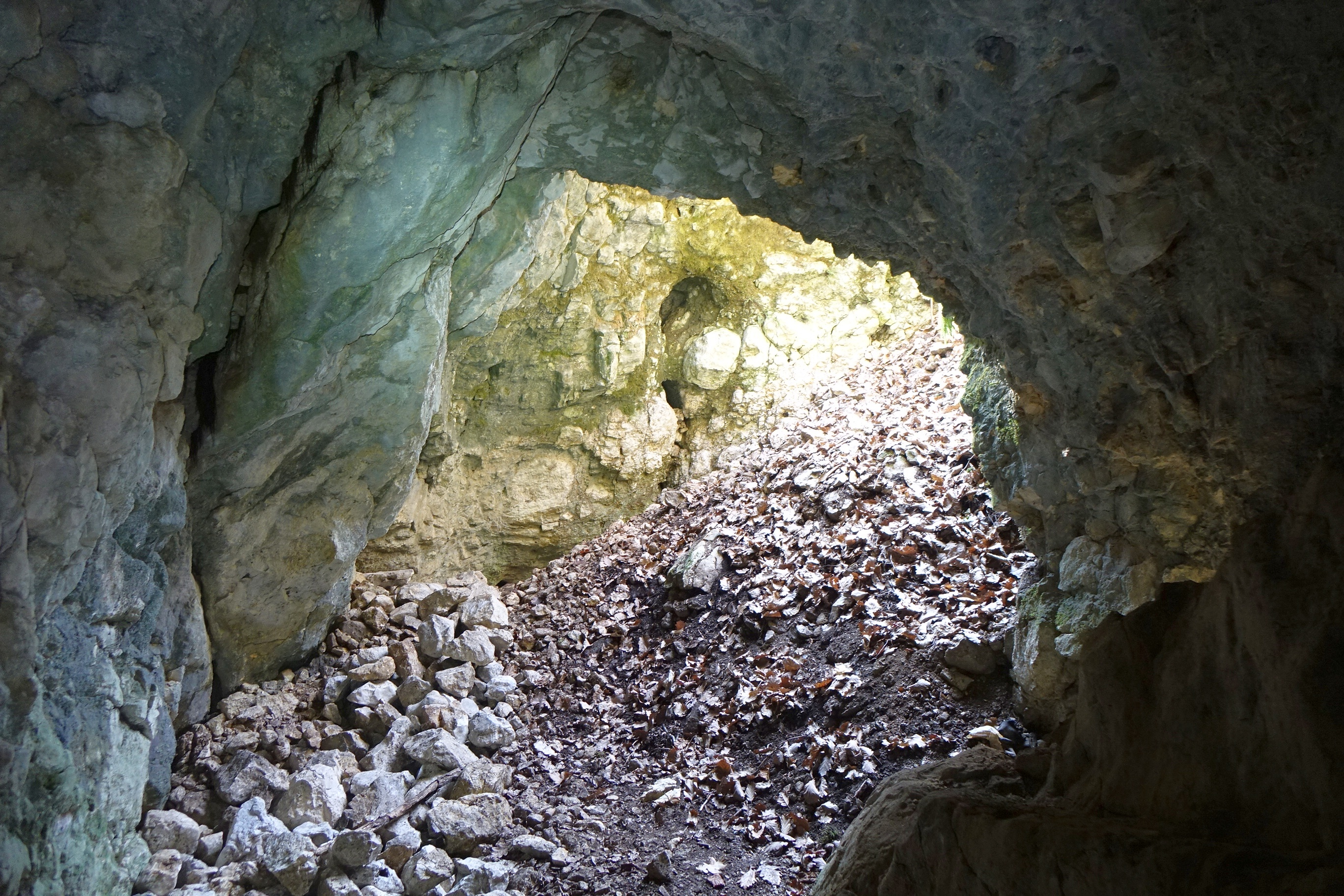
Widok z otworu

Na Górze Łabajowej są jeszcze dwie inne jaskinie: Jaskinia w Dupnej Górze i Korytarzyk w Dupnej Górze. Wszystkie znajdują się blisko siebie, na tej samej skalistej grzędzie od strony Tomaszówek Dolnych.